# Come ladro di notte
Come ladro di notte è un romanzo di fantascienza di Mauro Antonio Miglieruolo pubblicato nel 1972.

## Trama
Molti millenni nel futuro, la Via Lattea è ormai completamente colonizzata e dominata dagli esseri umani. Ogni passato tentativo di formare un governo galattico unificato è fallito e la galassia è divisa in vasti domini interstellari indipendenti, prevalentemente ostili tra loro. La guerra di spie, le operazioni militari segrete e i conflitti per procura sono comuni. 
Uno di questi domini, la Congrega degli Inumani, ha da tempo abbracciato la convinzione che l'uomo, in quanto essere senziente, è una creatura inerentemente malvagia e che deve essere eliminata dalla Galassia. In questo modo sarà possibile riportare il cosmo allo stato primitivo di purezza naturale. La Congrega si propone quindi come la forza che dovrà portare il resto dell'umanità all'estinzione tramite un immane genocidio-suicidio che gli Inumani chiamano Parusia.
Questa filosofia è profondamente integrata nella società della Congrega, i cui membri conducono un'esistenza poco appariscente, disciplinata e spartana alla periferia della Via Lattea. Lo scopo di tanta riservatezza è quello di accumulare segretamente risorse per l'allestimento di un'enorme flotta da guerra - tale da contare miliardi di astronavi - con la quale effettuare la Parusia.
Il protagonista del romanzo è il coordinatore Zanzotto, un ufficiale di rango elevato nella Congrega, strettamente fedele all'ideale degli Inumani. Quando ormai la flotta segreta ha raggiunto le dimensioni previste per la Parusia, Zanzotto concepisce l'idea di provare sul campo il conflitto in una scala 1:10'000. Con l'approvazione di una parte considerevole dei dirigenti Inumani Zanzotto procede a armare e indottrinare un piccolo dominio satellite della Congrega nella Nube Maggiore e lo scaglia all'assalto del resto della Nube. Il risultato rivela chiaramente che, facendo le dovute proporzioni, la flotta segreta in preparazione, per quanto imponente, non sarà neppure lontanamente sufficiente a annientare il resto dei domini umani. 
La richiesta di Zanzotto di rendere pubblico il rapporto sull'"esperimento" è ripetutamente respinta dai suoi diretti superiori, nonostante la perplessità del coordinatore che cercherà ripetutamente di ottenere il permesso fino ai livelli più alti della Congrega. Nel frattempo, la divulgazione del rapporto nella ristretta cerchia dei governanti Inumani provoca una sempre più marcata scissione all'interno del movimento, guidata dal ministro Infanta, che vorrebbe smobilitare parte della flotta - ormai inutile - e giungere a un trattato di non aggressione con il resto dei domini umani.
In un'altra parte della Galassia due tra i domini più influenti dell'umanità, gli Imperi Centrali della Sublime Coalizione e del XXIV Quadrante, insospettiti dal basso profilo tenuto dalla Congrega, decidono di mettere in comune la propria intelligence e iniziano una approfondita campagna di spionaggio contro gli Inumani, allo scopo di scoprire perché i progressi territoriali della Congrega siano così lenti e la sua economia così poco sviluppata in rapporto alla forza lavoro disponibile e alla potenza militare visibile. 
Mentre la guerra di spie procede incessante, la Congrega - ancora ignara delle conclusioni di Zanzotto - riceve dai superiori l'ordine di creare il casus belli che darà il via alla Parusia. Gli agenti degli Inumani si inseriscono quindi in una complessa rete di alleanze e rivalità tra un gruppo di piccoli domini periferici, uno dei quali - l'Ascensione Retta - risulta alleato con metà della galassia. La strategia degli Inumani è quella di dichiarare guerra all'Ascensione Retta in modo tale che, in progressione, i suoi vari e potenti alleati accorrano in suo soccorso per poi essere successivamente sconfitti dalla flotta segreta. Gli intrighi e le battaglie, via via più cruente, per portare alla guerra l'Ascensione Retta vedono in Zanzotto un obbediente, ma sempre più perplesso, esecutore dei piani di guerra. 
Un tentativo di divulgazione del rapporto di Zanzotto condotto dal ministro Infanta viene soffocato sul nascere e porta a un'epurazione tra i quadri degli Inumani. Zanzotto stesso viene arrestato e, al termine delle esecuzioni, gli viene spiegato perché il suo rapporto non poteva essere divulgato fino a quel momento. Con disgusto dello stesso coordinatore si scopre che l'ideologia della Congrega si è da tempo indebolita nelle sfere più alte del potere e che il nuovo obiettivo dei governanti Inumani è diventato quello di usare la flotta da guerra per conquistare il resto dell'umanità, e non per distruggerla. 
L'epurazione ha eliminato coloro che avrebbero potuto impedire questo nuovo progetto e, quindi, i risultati di Zanzotto possono adesso essere divulgati liberamente e utilizzati per giustificare al resto della Congrega l'impiego della flotta a fini di conquista, invece che di distruzione.
Zanzotto riesce a fuggire dalla roccaforte spaziale del suo superiore e, in cerca di sostegno, raggiunge la sua base originale, una grande ruota orbitale impegnata in una serie di riparazioni a seguito di una scaramuccia precedente. Qui scopre con delusione che anche i suoi sottoposti si sono convertiti all'ideale di conquista e che non lo aiuteranno a contrastare i piani dei dirigenti inumani. Il coordinatore, ormai completamente disilluso e scoraggiato, decide quindi di lasciarsi nuovamente arrestare e, presumibilmente, condannare a morte.
Nel frattempo la migliore spia della Sublime Coalizione, un'infiltrata di nome Silvena nascosta proprio nello staff di Zanzotto, riesce a passare ai suoi superiori preziose informazioni sull'esistenza della flotta segreta. Grazie a una tecnologia messa a punto di recente i due Imperi Centrali sono in grado di individuare il rifugio delle navi, una stella morta di nome Canadis, e a stimare l'entità della flotta Inumana. Silvena e un'altra spia infiltrata senza nome sono quindi inviati sulla stella morta con il compito di sabotare il computer centrale che regola le orbite di attracco delle navi all'ancora. Il danneggiamento operato sulla flotta ritarderebbe i piani degli Inumani e concederebbe abbastanza tempo agli Imperi Centrali per preparare una controffensiva. 
Le due spie riescono quasi a raggiungere il punto giusto per effettuare il sabotaggio ma alla fine vengono scoperte e il piano fallisce. 
Nonostante la perdita delle due spie, la pubblica rivelazione dell'esistenza della flotta segreta da parte dei due Imperi Centrali spinge alla creazione di una coalizione di tutto il resto dell'umanità contro la Congrega che, a sua volta, è costretta a lanciare in massa e in anticipo le navi segrete. Si innesca quindi un conflitto finale dall'esito incerto.

## Edizioni
- Mauro Antonio Miglieruolo, Come ladro di notte, Galassia 159, Casa Editrice La Tribuna, 1972.
- Mauro Antonio Miglieruolo, Come ladro di notte, in La sinfonia delle tenebre / Come ladro di notte, Bigalassia 39, Casa Editrice La Tribuna, 1978.
- Mauro Antonio Miglieruolo, Come ladro di notte, Pulp 9, Edizioni Pulp, 1984.
- Mauro Antonio Miglieruolo, Come ladro di notte, Urania Collezione 077, Arnoldo Mondadori Editore, 2009.
- Mauro Antonio Miglieruolo, Come ladro di notte, Odissea Fantascienza 11, Delos Digital, 2016.
- Mauro Antonio Miglieruolo, Come ladro di notte, Avatar 28, Kipple Officina Libraria, 2018.